# Baronia brevicornis
Baronia brevicornis es una especie  de lepidóptero ditrisio  de la familia Papilionidae, la única del género Baronia y de la subfamilia Baroniinae. Es endémica de México.
Es de particular importancia debido a su naturaleza relicta, y las relaciones inciertas con otras subfamilias como Parnassiinae.
La larva de Baronia se alimenta de especies de Acacia, Acacia cochliacanha (familia Leguminosae).

## Subespecies
Las subespecies de esta especie son:
- Baronia brevicornis brevicornis
- Baronia brevicornis rufodiscalis